# Sidi Amar
Sidi Amar a. Sidi Amer (arab. سيدي عمار, fr. Sidi Amar) – miasto i gmina w Algierii, w prowincji Annaba.